# 洛克人元祖系列
洛克人元祖系列，是由遊戲開發商卡普空推出的橫向捲軸動作遊戲，由洛克人之父北村玲開創，旗下統括了相當多的分支系列遊戲，遊戲系統相當多元化，也有許多漫畫詮釋這個系列的人物及遊戲劇情。

## 劇情
時間發生在20XX年的世界，主角洛克人等都是機器人，此時的機器人屬於舊世代製造水準，按照寫入的程式命令行動，但洛克人卻有所不同。
全系列故事敘述的是兩位機器人科學家：萊特博士（Dr. Right）與威利博士（Dr. Wily）的競爭，兩人的觀點大相逕庭：
- 萊特博士認為若要使機器人與人類好好地交流生活，就必須使他們擁有感情，若機器人只有命令而沒有感情的話，再好的程式也只是命令，機器人的科學技術不會得到進化，更別提機器人與人類好好相處。
- 威利博士認為機器人不應該擁有感情，他的觀點認為如果機器人擁有了感情就會以自己的方式行事，因為有感情，所以機器人會產生反叛的念頭，就如人類中會有罪犯一樣，會產生叛變，到時則會世界大亂。

兩人曾經是大學同窗，但是威利博士在學生時期所發表的理論就被已被多數教授視為異端而冷落，在成績上一直屈居萊特博士成為第二，畢業之後的情況更是雪上加霜，不僅在學術研究和國際比賽上仍是萬年亞軍，就連名望、世間待遇跟性格和萊特博士的狀況比較都顯得顯得遜人一籌，甚至因為理論和技術過於極端而被逐出機器人學會。
然而威利博士的自尊心非常高，因此對此結果感到心有不甘，所以計畫製造擁有強大力量的機器人造成世界大亂，由於當時製造機器人的技術屬於當世最頂尖的科技，全世界只有包含這兩人在內的3位機器人領域專家製作技術最為先進（另一位是4代登場的柯薩克博士），也開始萌生了征服世界的慾望，於是威利博士便動用了過去參加比賽賺來的獎金來興建基地，並操控了當時由萊特博士製造，最新最頂尖的6位（PSP版為8位）工業用機器人，使其用來作為征服世界的第一步。
此時萊特博士家中一個才剛寫完人工智慧，屬於家務用的男孩機器人洛克從電視上看到了萊特博士的機器人們暴走的消息，因看不願看到自己的機器兄弟們危害人類，隨即請求萊特博士將自己給武裝化，而萊特博士在不得已的情況下只好接受請求，將這名家庭用的機器男孩改造，小男孩的名字便從洛克成了洛克人，萊特博士希望這個沒血緣的機器兒子能帶著不會害人害己的適當武力，阻止老同學的一意孤行愚蠢作為而維護世界和平。

## 系列作品
| 1987 | 洛克人                          |
| 1988 | 洛克人2                         |
| 1989 |                                 |
| 1990 | 洛克人3                         |
| 1991 | 洛克人世界                      |
| 1991 | 洛克人4                         |
| 1991 | 洛克人世界2                     |
| 1992 | 洛克人5                         |
| 1992 | 洛克人世界3                     |
| 1993 | 洛克人大富翁                    |
| 1993 | 洛克人6                         |
| 1993 | 洛克人世界4                     |
| 1994 | 洛克人足球                      |
| 1994 | 洛克人世界5                     |
| 1994 | 洛克人MEGA WORLD                |
| 1995 | 洛克人7                         |
| 1995 | 洛克人THE POWER BATTLE          |
| 1996 | 洛克人2 THE POWER FIGHTERS      |
| 1996 | 洛克人8                         |
| 1997 | 洛克人賽車                      |
| 1998 | 洛克人與佛魯迪                  |
| 1998 | 洛克人大冒險                    |
| 1999 | 洛克人與佛魯迪 來自未來的挑戰者 |
| 2000 |                                 |
| 2001 |                                 |
| 2002 |                                 |
| 2003 |                                 |
| 2004 |                                 |
| 2005 |                                 |
| 2006 | 洛克人洛克人                    |
| 2007 |                                 |
| 2008 | 洛克人9                         |
| 2009 |                                 |
| 2010 | 洛克人10                        |
| 2011 |                                 |
| 2012 |                                 |
| 2013 |                                 |
| 2014 |                                 |
| 2015 |                                 |
| 2016 |                                 |
| 2017 |                                 |
| 2018 | 洛克人11                        |

### 主要作品
- 洛克人（任天堂紅白機首作）
  - 威利偷了萊特博士的6具原本用作幫助人類的機器人，並重新設定他們開始暴走，成為了威利博士第一次征服世界的開始，也是洛克人傳說的第一頁。
- 洛克人2：威利博士之謎
  - 威利派出自己製造的8具機器人，再次挑戰洛克人，但威利的機器工學如此厲害，他到底是甚麼「人」？
  - 本作新增：E罐、3種輔助工具。
- 洛克人3：威利博士的末期！？
  - 威利洗心革面，與萊特合作，計劃製造守護和平的巨大機器人—「伽馬」，並造了8具機器人去進行發掘一不明惑星上的8顆水晶的任務。發掘期間，那8具機器人卻失控暴走，連同伽馬也一同失蹤。洛克人連同新的機器犬拍擋：拉休（Rush）一起出動，展開調查。
  - 本作新增：機器犬拉休、洛克滑行，布魯斯（Blues）。
- 洛克人4：新的野心！！
  - 威利3次敗陣後不久的一日，一位自稱柯薩克博士（Dr. Cossack）的俄籍機器人工學博士，向萊特發出挑戰書，聲稱自己才是最強的機器人工學研究者，並已派出8具機器人去打敗洛克人。為了世界和平，洛克人唯有迎戰繼威利後的另一個邪惡科學家。不過威利的行蹤，還有實情，其實是...
  - 本作新增：聚氣洛克砲（New Rockbuster，可集氣使用）、助手艾迪（Eddie）、鋼索、氣球。
- 洛克人5：布魯斯的陷阱！？
  - 布魯斯帶著8具機器人，不但佔領了都市，還綁架了萊特！一切的事突如其來！拿著布魯斯所留下的黃色領巾的洛克人，雖然不相信面前所發生的事，但可以做的，就只有擊敗8具機器人，揭開真相。
  - 本作新增：機器鳥比特（Beat）、全補給M罐。
- 洛克人6：史上最大戰爭！！（任天堂紅白機最終作）
  - 多次威利所發動的戰爭，促使「世界機器人聯盟」的成立。就在聯盟的第一年「機器人競賽大會」中，會場突然出現一名自稱「X先生（Mr. X）」的神秘人（他是資助「世界機器人聯盟」最多的X財團首腦），說場中要帶走8具最強的機器人，開始征服世界。愛好和平而沒讓洛克人參加競賽大會的萊特，再度派出洛克人去停止這計劃。那威利呢？又失蹤了嗎？
  - 本作新增：拉休與洛克人合體變身（噴射洛克人（Jet Rockman）與威力洛克人（Power Rockman）以及能源平衡器。
- 洛克人7：宿命的對決！（超級任天堂首作）
  - 威利博士終於被洛克人捉到，並成功地受到法律的制裁。可是好景不長，威利原來一早預到有這樣的一日，他另外製造的8具機器人自動在半年後啟動，而且開始尋找他們的主人。在追捕剛逃獄的威利的途中，突然殺出另一名自稱佛魯迪（Forte）的機器人，經過一輪磨拳擦掌，佛魯迪說自己也是要追捕威利博士。洛克人是否有了新的戰友？
  - 本作新增：蘿露（Roll）再度出場、拉休與洛克人合體變身（前作兩種變身型態的融合版：Super Adapter）、佛魯迪（Forte）、萊德多（Rightot）、W罐、全補給S罐以及螺絲還有Exit道具。
- 洛克人8：金屬英雄們（PS／SS首作）
  - 太空中有兩股巨大的、不知名的機器人，在「正」「邪」決鬥，掉到地球。剛剛收拾完佛魯迪的洛克人，接到萊特的通知"調查墜毀在無人島上的東西"。誰知無人島附近，竟然是威利的新基地，洛克人更巧遇取走「邪」一方、擁有「惡能量」的威利，一次真正面對邪惡的戰鬥，就此展開。
  - 本作新增：洛克的游泳動作、洛克球、超級佛魯迪（Super Forte）、柯斯貝爾（Gospel）以及迪歐（Duo）。
- 洛克人與佛魯迪（超級任天堂最終作，GBA首作）
  - 威利又想起新的要塞了，奇怪的是，今次他被機械人「國王」（King）趕走，自立為機器人的統領者，並要向人類宣戰。今次除了洛克人外，還多了佛魯迪，兩人出擊，反擊國王。
  - 本作新增：佛魯迪（武器改為連發的佛魯迪飛彈）。
- 洛克人9：野心的復活！！（Wii／Xbox 360／PS3虛擬平台首作，採用8位元畫面）
  - 和平的日子持續了好長的時間，結果萊特為社會所製造的服務性機器人全武裝化，並造成動亂，萊特因此鋃鐺入獄，諷刺的是威利卻選在此時高舉正義之旗並發表募款帳號，洛克人為了洗刷萊特的冤屈，只好先鎮壓住8具機器人的叛亂。
- 洛克人10：來自宇宙的威脅！！（Wii／Xbox 360／PS3虛擬平台最終作，採用8位元畫面）
  - 全世界突然爆發了大規模的機器人流行性感冒，包括蘿露在內的機器人幾乎全部倒下。不久之後，被感染的機器人們開始佔領各地，而威利此時也找上了萊特，表示自己知道製造疫苗的方法。
- 洛克人11 命運的齒輪！！（任天堂Switch／PS4／Xbox One／PC平台首作，採用2.5D畫面）

### 重製版
- 洛克人極巨世界
  - 洛克人威利戰爭於1994年10月21日在日本首次發行，遊戲平台為SEGA的Mega Drive主機，收錄了洛克人1－3代的重製版，重製版的關卡內容與原版大同小異，但遊戲畫面大幅提升，將原本FC（8-bit）版的畫面重製成Mega Drive（16-bit）版的畫面。
  - 將1－3代破關後，會出現洛克人MEGA WORLD的全新原創關卡－威利塔（Wily Tower），有3個新的頭目，打倒3個頭目後再進入威利塔打倒威利，威利塔內還有4個新關卡。
  - 在洛克人威利戰爭的全新原創關卡：威利塔（Wily Tower）中，每一關都可以任選8種洛克人1－3代拿過的特殊武器來使用，還可以任選3種洛克人1~3代中的輔助道具來使用。
- 洛克人洛克人（PSP第二作）
  - 任天堂第1代重製版，但角色全部改為Q版的二頭身，並增加許多新要素。

### 洛克人世界
《洛克人世界》是在任天堂Game Boy掌上遊戲主機上發展的動作遊戲系列，遊戲劇情不納入所謂的「正史」，總共發展5部作品，前4部的8大頭目採混合編制，第5部是完全的新型敵人，另外每一作都有原創的英雄級頭目對洛克人挑戰，同樣可以得到原創的武器。另外Game Boy使用的音源晶片遠比紅白機還要優良許多，所以此系列的背景音樂與音效，遠比在紅白機發展的元祖系列更顯得優良。
- 洛克人世界
  - 於1991年7月26日首次發行，以洛克人1和2的4大頭目混合編制。
- 洛克人世界2
  - 於1991年12月20日首次發行，以洛克人2和3的4大頭目混合編制。
- 洛克人世界3
  - 於1992年12月11日首次發行，以洛克人3和4的4大頭目混合編制。
- 洛克人世界4
  - 於1993年10月29日首次發行，以洛克人4和5的4大頭目混合編制。
- 洛克人世界5
  - 於1994年7月22日首次發行，是唯一一款原創的作品。

### 洛克人 THE POWER BATTLE
《洛克人 THE POWER BATTLE》是在街機上發行的格鬥遊戲，遊戲人數是1到2人可兩人同時遊玩，分別操作不同的角色共同對付敵人，與傳統FC版的洛克人不同，沒有小兵的關卡，而是直接對戰頭目。2004年與其2代一起作為合輯，移植到家用主機PS2上，遊戲名稱《洛克人 POWER BATTLE FIGHTERS》。
- 洛克人 THE POWER BATTLE（日语：ロックマン・ザ・パワーバトル）
  - 1995年10月上市的遊戲，玩家可選擇洛克人、布魯斯、佛魯迪。
- 洛克人2 THE POWER FIGHTERS（日语：ロックマン2・ザ・パワーファイターズ）
  - 1996年8月上市的遊戲，玩家可選擇洛克人、布魯斯、佛魯迪、迪歐。

### 其他衍生遊戲
- 洛克人大富翁（日語：ワイリー&ライトのロックボード ザッツ☆パラダイス）
  - 於1993年1月15日在日本發行，遊戲平台為紅白機，是洛克人元祖系列第一個非動作類的外傳作品。
- 洛克人足球（日語：ロックマンズサッカー）
  - 於1994年3月25日首次發行，遊戲平台為超級任天堂。
- 洛克人賽車(日語：ロックマンバトル&チェイス)
  - 於1997年3月20日首次發行，遊戲平台為PlayStation，是洛克人系列第一款使用3D的遊戲，亦是唯一一款競速遊戲。
- 洛克人大冒險（日語：スーパーアドベンチャーロックマン，Super Adventure Rockman）
  - 於1998年6月25日在日本發行，遊戲平台為PlayStation和世嘉土星（SS版本於1998年9月23日在日本發行）。
- 洛克人與佛魯迪～來自未來的挑戰者～（日語：ロックマン&フォルテ 未来からの挑戦者）
  - 於1999年10月28日在日本發行，遊戲平台為萬代的WonderSwan掌機。
- 洛克人宇宙（Mega Man Universe）
  - 原於定於在2011年春季發售的PlayStation 3、Xbox 360遊戲，後來中止開發。[3]
- 快打旋風X洛克人（Street Fighter X Mega Man）
  - 為紀念洛克人和快打旋風25周年而製作的Windows遊戲，於2012年12月17日開放下載。[4]

### 其他授權遊戲
由卡普空授權其他國家的原創遊戲
美國
- Mega Man (DOS)
- Mega Man III (DOS)

臺灣
- 洛克人の黄金帝國
  - 1999年5月15日由智冠科技發售的Windows遊戲。
- 洛克人大戰
  - 2001年10月29日由第三波發售的Windows遊戲。

## 外部連結
- 洛克人系列官方網站（日語）